# Pégairolles-de-l’Escalette
Pégairolles-de-l’Escalette – miejscowość i gmina we Francji, w regionie Oksytania, w departamencie Hérault.
Według danych na rok 1990 gminę zamieszkiwało 141 osób, a gęstość zaludnienia wynosiła 4 osoby/km² (wśród 1545 gmin Langwedocji-Roussillon Pégairolles-de-l’Escalette plasuje się na 762. miejscu pod względem liczby ludności, natomiast pod względem powierzchni na miejscu 132.).